# Oussama Zemraoui
Oussama Zemraoui, né le 1er mars 2002 à Berkane, est un footballeur marocain qui joue au poste de milieu de terrain au Wydad Athletic Club.

## Biographie

### En club
Oussama Zemraoui intègre dès son plus jeune âge le centre de formation du Raja CA avant de poursuivre sa carrière junior à Al-Wahda FC aux Émirats arabes unis.
En fin 2020, il signe son premier contrat professionnel au SCC Mohammédia. Le 15 mai 2021, il dispute son premier match professionnel contre le Rapide Club d'Oued-Zem en étant titularisé par son entraîneur Mohamed Amine Benhachem (match nul, 1-1). Le 21 mai 2023, il inscrit son premier but professionnel contre le JS Soualem (victoire, 1-3).
Le 22 janvier 2024, il s'engage pour trois saisons au Wydad AC. Le 7 février, il entre pour la première fois en jeu en championnat contre le Fath US en remplaçant Ade Oguns (défaite, 2-1). En fin de saison, le 14 juin, il reçoit sa première titularisation avec le Wydad AC contre le Moghreb Atlético Tetuán.

### En sélection
Oussama Zemraoui reçoit sa première convocation avec l'équipe du Maroc olympique en janvier 2023 à l'occasion des préparations au CHAN 2022.
En avril 2024, il est convoqué par le sélectionneur Tarik Sektioui avec le Maroc olympique pour un stage de préparation aux Jeux olympiques d'été de 2024,.